# Kūsō Tengoku
Kuusou Tengoku (空想天国 Kūsō tengoku) es el nombre de película cómic japonés año 1968 del género ciencia ficción, dirigida por Takeshi 'Ken' Matsumori con guion de Yasuo Tanami. Se trata de una culto en torno a un rana antropomórfico llamado Gamara (Hideo Naka), Probablemente el nombre en parodia de tortuga semi-antropomórfica de Daiei Motion Picture Company, Gamera.
La película también está protagonizada por Akira Takarada, Akemi Kita, Hajime Hana, Kei Tani, y Wakako Sakai, con un cameo de Jun Tuzaki.